# Declaraciones de David Grusch sobre los OVNIs en el Congreso de Estados Unidos

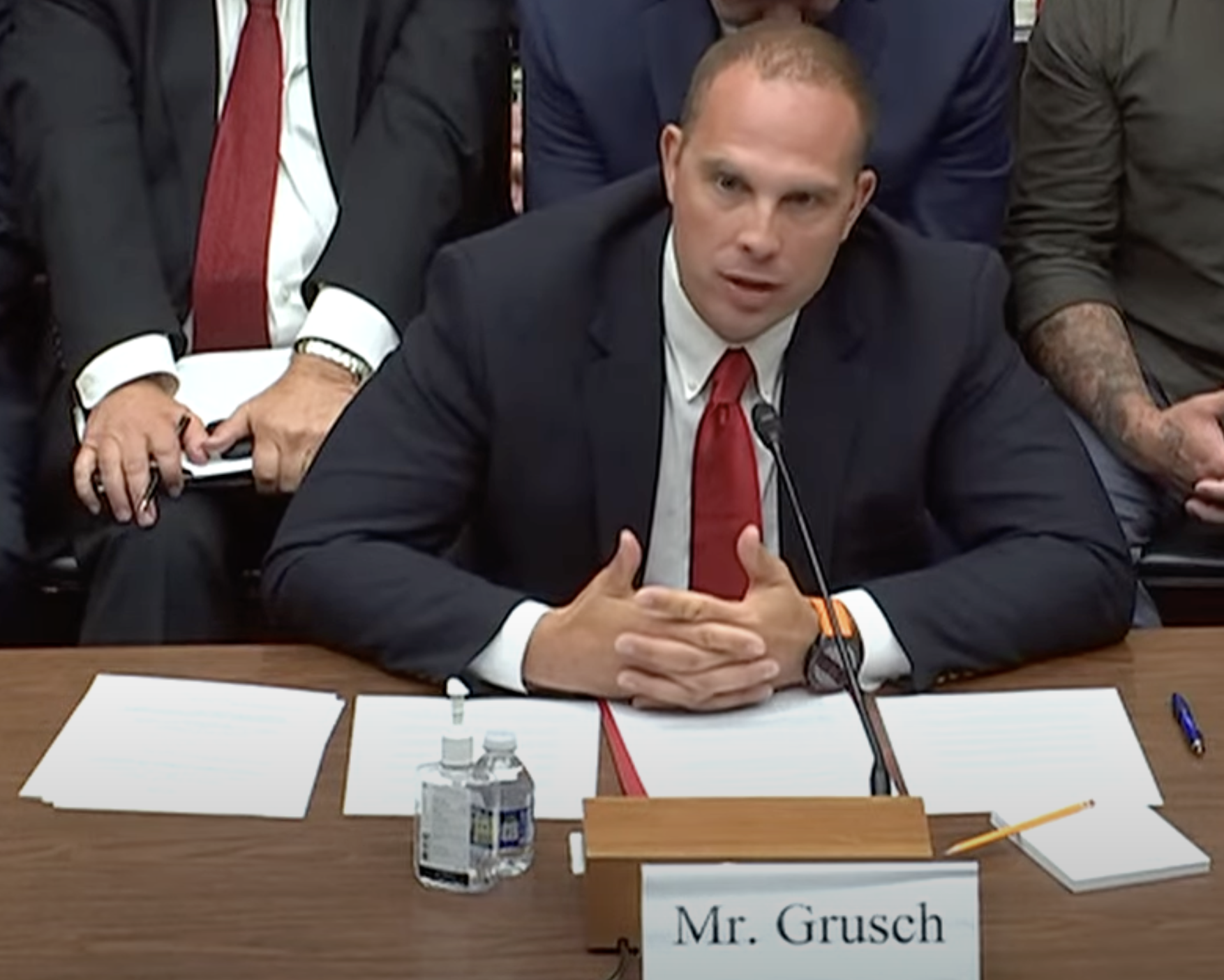
David Grusch testificando ante el Subcomité de Seguridad Nacional, Fronteras y Asuntos Exteriores de la Cámara de Representantes de Estados Unidos, en la audiencia sobre "Fenómenos Anómalos No Identificados: Implicaciones en la Seguridad Nacional, la Seguridad Pública y la Transparencia del Gobierno", realizado el 26 de julio de 2023.

En 2023, David Grusch, oficial de la Fuerza Aérea de Estados Unidos y exagente de inteligencia, fue entrevistado por varios medios de comunicación y testificó ante una audiencia de la Cámara de Representantes del Congreso de Estados Unidos. Grush aseguró que funcionarios anónimos le dijeron que el gobierno federal de Estados Unidos cuenta con un programa de recuperación de OVNIs (o UAPs) altamente secreto y que está en posesión de naves espaciales "no humanas" junto con sus "pilotos fallecidos". En 2022, Grusch presentó una demanda ante la Oficina del Inspector General de la Comunidad de Inteligencia (ICIG) de Estados Unidos en un intento de buscar apoyo para compartir información clasificada en Estados Unidos con el Comité Selecto del Senado sobre Inteligencia. También presentó una denuncia alegando haber recibido represalias por parte de sus superiores por una denuncia similar que hizo en 2021.
Grusch afirmó haber visto unos documentos que especificaban que el gobierno de Benito Mussolini recuperó una nave espacial "no humana" en 1933, y que el Vaticano y los Cinco Ojos estuvieron involucrados en ayudar a Estados Unidos a apropiársela en 1944 o 1945. Además, Grusch asegura tener conocimientos de segunda mano de que ciudadanos norteamericanos han sido amenazados y asesinados como parte de los esfuerzos del gobierno por intentar encubrir la información.
En respuesta a sus declaraciones, la Administración Nacional de la Aeronáutica y del Espacio (NASA) y el Departamento de Defensa de Estados Unidos (DoD) emitieron unos comunicados en los que alegaron que no se han encontrado pruebas de vida extraterrestre y que no hay información verificable sobre alguien que posea o lleve a cabo ingeniería inversa de materiales extraterrestres. 
Durante la audiencia con el Comité de Supervisión y Responsabilidad de la Cámara de Representantes, Grusch expuso sus alegatos bajo juramento, junto con el testimonio de los ex pilotos de combate Ryan Graves y el Comandante retirado David Fravor de la Armada de Estados Unidos, que también tuvieron experiencias relacionados con UAPs u OVNIs. Grusch testificó que no podía dar a conocer públicamente algunos aspectos de sus afirmaciones, pero se ofreció a proporcionar más detalles a los representantes en una Instalación para la Compartimentación de Información Reservada (SCIF).

## Trasfondo
Nacido en Pittsburgh (Pensilvania), David Charles Grusch fue un oficial de combate condecorado de la Fuerza Aérea de Estados Unidos durante la Guerra de Afganistán y es un veterano de la Agencia Nacional de Inteligencia Geoespacial (NGA) y de la Oficina Nacional de Reconocimiento (NRO). De 2019 a 2021 fue el representante de la NRO ante el Grupo de Trabajo de Fenómenos Aéreos No Identificados. Desde finales de 2021 hasta julio de 2022, fue codirector en análisis de los UAP en la NGA y su representante en el grupo de trabajo. Ayudó a redactar la Ley de Autorización de Defensa Nacional de 2023, que contiene cláusulas para dar partes sobre OVNIs, incluyendo la protección de los informantes y exoneraciones ante órdenes y acuerdos de no divulgación. La fijación del Congreso por los avistamientos de OVNIs fue antes de que Grush se presentará ante la audiencia de la Cámara de Representantes y estuvieron enfocados en los cuatro objetos que la Fuerza Aérea derribó en febrero de 2023.

## Afirmaciones públicas de Grusch
El 5 de junio de 2023, los periodistas independientes Leslie Kean y Ralph Blumenthal dieron a conocer una información a The Debrief, una página web que se autodefine como "autofinanciada" y especializada en "ciencia de vanguardia", y en la que se detallaban las afirmaciones de Grusch respecto al encubrimiento de los OVNIs por parte del gobierno. El New York Times y Politico se negaron a publicar la historia, mientras que el Washington Post se estaba tomando más tiempo para realizar la verificación de los hechos respecto a lo que Kean y Blumenthal creían que podían permitirse ya que, según Kean, "la gente en Internet estaba difundiendo historias, David estaba recibiendo llamadas telefónicas acosadoras, y sentimos que la única forma de protegerlo era divulgar la historia".
Según Kean, evaluó a Grusch a través de una entrevista que hizo a Karl Nell, un Coronel retirado del Ejército que también estaba en el mismo grupo de trabajo sobre OVNIs, y a "Jonathan Grey" (un seudónimo) a quien Kean describió como "un oficial de inteligencia de Estados Unidos que actualmente está en acto de servicio en el Centro Nacional de Inteligencia Aérea y Espacial" (National Air and Space Intelligence Center (NASIC). Kean escribió que Nell llamó a Grusch "irreprochable" y que tanto Nell como "Grey" apoyaron las afirmaciones de Grusch respecto a la existencia de un programa secreto de recuperación de OVNIs y de ingeniería inversa. También el 5 de junio, partes de una entrevista de Grusch, realizada por Ross Coulthart, fue transmitida en NewsNation y extractos adicionales aparecieron el 11 de junio.

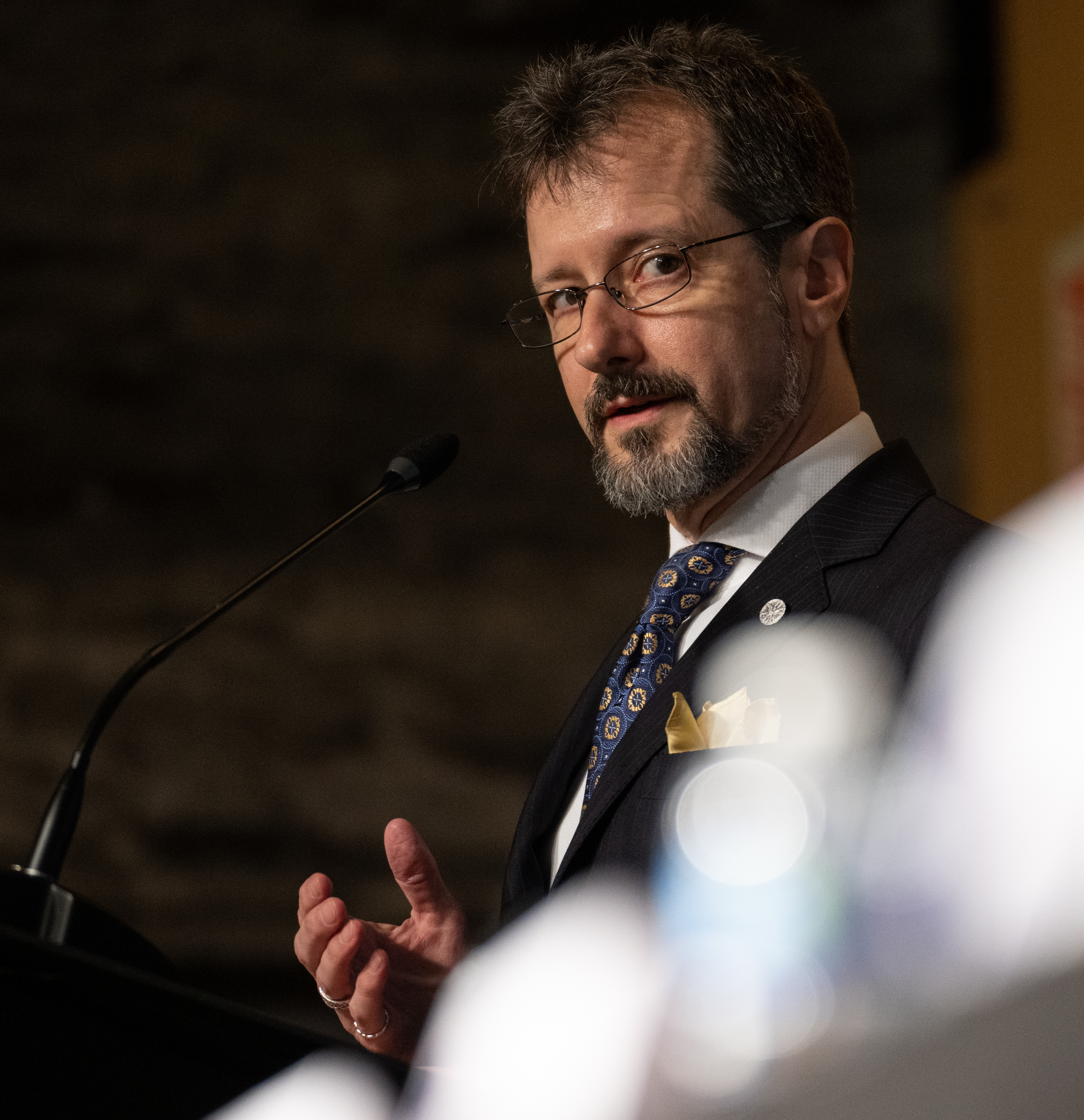
Sean Kirkpatrick es el director de la Oficina de Resolución de Anomalías en Todos los Dominios encargada de investigar e informar al Congreso sobre los UAPs.

Grusch afirmó que el gobierno federal de Estados Unidos cuenta con un programa de recuperación de OVNIs altamente secreto y una amplia diversidad de naves espaciales de origen no humano, así como cadáveres de pilotos fallecidos. Grusch también declaró que existen "pruebas sustanciales de que se han cometido delitos de cuello blanco" para ocultar estos programas de OVNIs y que ha hablado con funcionarios que le han dicho que ha habido personas que han sido asesinadas con el propósito de evitar de que tales programas salgan a la luz pública. Grusch dijo que trató de que el director de la AARO lo ayudara a compartir sus afirmaciones en el Congreso: "Le expresé algunas preocupaciones al Doctor Kirkpatrick hace aproximadamente un año y le dije lo que tenía pensado revelar. Pero no le dio la más mínima importancia".
El 7 de Junio Grush aportó nuevas informaciones durante una entrevista para el periódico Francés Le Parisien. En esta entrevista aseguró que los OVNIs provienen de dimensiones extra; que el Papa Pío XII había "informado extraoficialmente" a Estados Unidos sobre un accidente de una nave extraterrestre en Magenta (Italia) en 1933, cuyos restos fueron preservados por el gobierno de Benito Mussolini, hasta que la Oficina de Servicios Estratégicos de Estados Unidos, en coordinación con los Cinco Ojos, la requisó en 1944 o 1945; que había hablado con agentes de inteligencia los cuales a su vez habían sido informados por militares de las Fuerzas Armadas de Estados Unidos respecto a la existencia de naves del tamaño de un "campo de fútbol"; que el gobierno de Estados Unidos transfirió algunos OVNIs estrellados a un contratista de defensa; y que hubo "actividad malévola" por parte de los OVNIs.
El 26 de julio de 2023, durante la audiencia en el Congreso, Grusch dijo lo siguiente: "durante el transcurso de mis actividades oficiales fui informado de un programa de recuperación de UAPs estrellados y de ingeniería inversa de varias décadas de duración al que se me negó el acceso" y él cree que el gobierno de Estados Unidos está en posesión de UAPs con base en las entrevistas que tuvo durante cuatro años con 40 testigos. En respuesta a las preguntas del Congreso, Grusch insistió nuevamente en que Estados Unidos ha recuperado materia biológica "no humana" procedente de los pilotos de las naves y que "éstas fueron las apreciaciones de las personas con conocimiento directo sobre los programas UAPs con los que hablé y que actualmente están todavía en los programas". Cuando el Representante de Estados Unidos Tim Burchett le preguntó durante esta audiencia a Grusch de que si tenía "conocimiento personal de personas que habían resultado amenazadas o asesinadas en un esfuerzo por encubrir u ocultar" la posesión de "tecnología extraterrestre" por parte del gobierno, Grusch dijo que sí, pero que no podía proporcionar detalles excepto dentro de una Instalación para la Compartimentación de Información Reservada (SCIF).
El 3 de agosto de 2023, The World Tonight de BBC Radio 4 entrevistó a Grusch junto con su abogado Charles McCullough, un antiguo Inspector General de la Comunidad de Inteligencia. Cuando se le preguntó si Estados Unidos tenía "vehículos extraterrestres intactos y parcialmente intactos en su poder", Grusch repitió sus afirmaciones, y McCullough comentó que el Congreso debería tener "acceso a la información necesaria con el fin de supervisar adecuadamente las cosas que ocurren en el poder ejecutivo".

## Respuestas de expertos relevantes
Joshua Semeter, del equipo de estudio independiente de los UAP de la NASA y profesor de ingeniería eléctrica e informática de la Facultad de Ingeniería de la Universidad de Boston, concluye que "sin datos ni pruebas materiales, estamos en un callejón sin salida para poder evaluar estas afirmaciones" y que, "en el largo historial de afirmaciones sobre la existencia de visitantes extraterrestres, es este nivel de especificidad el que siempre parece faltar". Adam Frank, profesor de astrofísica de la Universidad de Rochester, publicó el 22 de junio una crítica en Big Think en respuesta a las afirmaciones de Grusch. Frank escribe que "no encuentra estas afirmaciones emocionantes en absoluto" porque todas ellas son "solamente rumores" donde "un tipo dice que conoce a un tipo y que este a su vez conoce a otro que escuchó de otro que el gobierno tiene naves extraterrestres". Frank también dijo que "son unas afirmaciones extraordinarias y éstas requieren pruebas extraordinarias, ninguna de las cuales estamos obteniendo", y agregó "muéstrame la nave espacial".
The Guardian publicó un artículo de Stuart Clark que incluía las preguntas de tres científicos.Avi Loeb, astrónomo de la Universidad de Harvard y cofundador del Proyecto Galileo, que está dedicado a la investigación de los OVNIs, señaló que no se ha observado nada extraterrestre. El radioastrónomo Michael Garrett comentó que los aterrizajes forzosos de naves extraterrestres implicaría que varios cientos de esas naves estarían viniendo diariamente, y los astrónomos simplemente no las ven. Sara Russell, científica planetaria del Museo de Historia Natural de Londres, dijo que, "si me dais una aleación tardaría menos de media hora en deciros de qué elementos está compuesta", y que "debería ser fácil de entender si algo que cae en la Tierra está hecho por el hombre o por extraterrestres, y si es lo último, si es natural o no".
Greg Eghigian, profesor de historia de la Universidad Estatal de Pensilvania y experto en historia de los OVNIs, señala que ha habido muchos casos en Estados Unidos en las últimas décadas de personas "que anteriormente han trabajado en algún tipo de departamento federal" y que se han presentado para hacer "alegatos explosivos" respecto a la verdad de los OVNIs, similares a las afirmaciones de informantes como Grusch que se ajustan a este patrón. Eghigian habla del entusiasmo de los medios de comunicación por los platillos volantes durante los años 40 y 50 y comenta que los exitosos libros que trataban sobre esos temas, escritos por Donald Keyhoe, Frank Scully y Gerald Heard, "proporcionaron el modelo para un nuevo tipo de figura pública: el informante cruzado dedicado a romper el silencio sobre los orígenes extraterrestres de los objetos voladores no identificados". Desde entonces todos estos informantes con credenciales similares no han podido proporcionar ninguna corroboración adicional.. Eghigian dijo que "es necesario introducir aquí un nuevo tipo de sobriedad" y que la historia de Grusch "sube la apuesta", pero es "muy difícil de tomar en serio a menos que comencemos a obtener evidencias reales de naturaleza forense para probar estas cosas". La Oficina de Resolución de Anomalías en Todos los Dominios negó las afirmaciones de Grusch, y Eghigian dudó de la veracidad de las declaraciones de Grusch porque el Pentágono no habría autorizado a Grusch a divulgar información clasificada a la prensa.
Seth Shostak, astrónomo principal del Instituto SETI, ha escrito en MSNBC.com que las afirmaciones de Grusch son extraordinarias, "¿Pero, dónde está la evidencia?. Ni Grusch ni ninguna otra persona que afirme tener conocimiento de los programas UAP del gobierno ha sido capaz de proporcionar públicamente fotos convincentes que muestren hardware alienígena estrellado sobre el terreno. Y recuerden, no estamos hablando de un Cessna estrellado contra un campo de trigo. Estamos hablando, supuestamente, de una nave interestelar alienígena, capaz de desplazarse billones de kilómetros en el espacio, y tecnología avanzada que obviamente es alienígena". Shostak concluyó que "desde el punto de vista de la ciencia, todavía no hay pruebas sólidas de que los extraterrestres estén visitando la Tierra, sólo un 'argumento de autoridad'. ... Grusch "dice que están aquí. Pero no puede probarlo o no lo hará. Hasta que lo haga, debemos considerar que sus historias son solo eso: historias". Michael Shermer, editor de la revista Skeptic, dijo que "es asombroso que haya llegado tan lejos sin ninguna evidencia real, sin que nadie en la comunidad científica haya hecho su puesta en escena" y "todavía no hemos visto ni una pizca de evidencia física"

## Respuestas del gobierno de los Estados Unidos

#### Declaraciones del Departamento de Defensa y de la NASA
La Secretaría de Prensa de la Casa Blanca, Karine Jean-Pierre, remitió una serie de preguntas al Departamento de Defensa con base en las declaraciones hechas por Grush en el Congreso. En un comunicado, Sue Gough, portavoz del Pentágono, dijo: “Hasta la fecha, la AARO (Oficina de Resolución de Anomalías en Todos los Dominios) no ha hallado ninguna información verificable que corrobore las afirmaciones de que algún programa relacionado con la posesión o la ingeniería inversa de materiales extraterrestres haya existido en el pasado o exista actualmente. La AARO se compromete a seguir investigando donde sea que nos lleven los datos".
El General Mark Milley, presidente del Estado Mayor Conjunto, concedió una entrevista a The Washington Times el 6 de agosto de 2023 y dijo que nunca ha escuchado ni ha visto evidencia alguna que respaldara las afirmaciones hechas por Grusch con respecto a los "entre comillas 'extraterrestres'" o que haya algún tipo de programa de encubrimiento". Milley agregó que no estaba tan sorprendido de que tales ideas circularan y fueran creídas por algunos miembros dentro de una organización tan grande como las Fuerzas Armadas de Estados Unidos.
La NASA expresó lo siguiente: "Una de las prioridades clave de la NASA es la búsqueda de vida en otras partes del universo, pero hasta ahora la NASA no ha encontrado ninguna evidencia creíble de vida extraterrestre y no hay evidencia de que los UAP sean extraterrestres. Sin embargo, la NASA está explorando el sistema solar y otros lugares para ayudarnos a responder preguntas fundamentales, incluso si estamos solos en el universo".

#### Acciones del Congreso y comentarios de sus miembros
En respuesta a las afirmaciones de Grusch, el Representante Mike Turner, presidente del Comité Selecto Permanente de Inteligencia de la Cámara de Representantes, dijo: "Cada década ha habido personas que han dicho que Estados Unidos tiene tales piezas de objetos voladores no identificados que son del espacio exterior" y que "no hay evidencia de esto y ciertamente sería una gran conspiración que esto se mantuviera especialmente a este nivel". A los Representantes Anna Paulina Luna y Tim Burchett se les encargó organizar una audiencia en respuesta a las declaraciones de Grusch en nombre del Comité de Supervisión de la Cámara. Esto ocurrió el 26 de julio de 2023.
El senador Lindsey Graham consideró que las afirmaciones no eran razonables y dijo al respecto: "Si realmente hubiéramos encontrado estas cosas no habría forma de evitar que salieran a la luz". A su vez el senador Josh Hawley dijo: "No estoy necesariamente sorprendido por estas últimas acusaciones, porque se parece bastante a lo que admitieron a regañadientes en la sesión informativa". Aunque a algunos senadores no les preocupaban las afirmaciones de Grusch, más bien lo que les preocupaba era que el Congreso pudiera no haber sido informado respecto a los programas de acceso especial. La senadora Kirsten Gillibrand, que dirigió una audiencia en el Senado sobre los OVNIs en abril de 2023, dijo que tiene la intención de preparar una audiencia con el fin de evaluar si han existido "programas UAP corruptos" "que nadie está supervisando". El senador Marco Rubio, vicepresidente del Comité Selecto del Senado sobre Inteligencia dijo, "hay personas que se han presentado para compartir información con nuestro comité en los últimos dos años" con "conocimiento de primera mano" y que eran "quizás algunas de las mismas personas" a las que se refiere Grusch.
Poco después de finalizar la audiencia del 26 de julio con Grusch como testigo, un grupo bipartidista de representantes norteamericanos solicitó la creación de un comité selecto sobre los UAPs con poder de citación.
En julio de 2023, el líder del Senado Chuck Schumer y el senador Mike Rounds presentaron una propuesta de enmienda de 64 páginas para la Ley de Autorización de Defensa Nacional de 2024, llamada Ley de Divulgación de los UAP de 2023, que propone un acceso más amplio a los registros de los UAP y a la propiedad del gobierno federal sobre cualquier "recuperación de tecnologías de origen desconocido".

### Audiencia de 2023 del Comité de Supervisión y Responsabilidad de la Cámara de Representantes
El 26 de julio de 2023, Grusch testificó ante el Comité de Supervisión y Responsabilidad de la Cámara de Representantes de Estados Unidos para exponer sus declaraciones y dar a conocer sus experiencias. Entre los Representantes de la Cámara que estuvieron presentes se encontraban Tim Burchett y Anna Paulina Luna.
Grusch compareció junto con los ex pilotos de combate Ryan Graves y David Fravor de la Armada de Estados Unidos. Fravor aportó un relato de primera mano de su participación directa en un incidente de 2004 en el que estuvieron envueltos su propio avión de combate y un ovni y que fue publicado en los videos de OVNIs del Pentágono. Así mismo, Grusch repitió sus afirmaciones anteriores al ser interrogado por representantes de la cámara.
La representante Alexandria Ocasio-Cortez preguntó a los tres testigos: "Si estuvierais en mi lugar, ¿en qué base o instalación os enfocaríais?", con relación a las respuestas sobre las preguntas de los UAP y las pruebas para validar sus afirmaciones. Grusch respondió: "Me encantaría decírtelo en un entorno cerrado. Te lo puedo decir con exactitud". En la audiencia varios legisladores dijeron que querían seguir escuchando en mayor profundidad las declaraciones de Grush en una Instalación para la Compartimentación de Información Reservada (SCIF), sin embargo, según el representante Burchett, los funcionarios informaron a los legisladores de "que Grusch no tiene actualmente una autorización de seguridad para poder hablar sobre estas cuestiones en una SCIF".
Después de la audiencia del 26 de julio de 2023 en el Congreso, el director de la AARO, Sean Kirkpatrick, escribió en su página de LinkedIn que, "contrariamente a las afirmaciones hechas en la audiencia", Grusch "se ha negado a hablar con la AARO", por lo que algunos detalles que se dice que se le dieron al Congreso no se le habían proporcionado a su oficina y también que la audiencia fue "insultante ... para los funcionarios del Departamento de Defensa y de la Comunidad de Inteligencia que optaron por unirse a la AARO, muchos con inquietudes injustificadas sobre los riesgos profesionales que esto implicaría". Sin embargo, Kirkpatrick no estaba publicando a título oficial. Un portavoz del Pentágono dijo a los periodistas que la publicación eran "opiniones personales de Kirkpatrick expresadas en su calidad de ciudadano privado" y se negó a comentar sobre el contenido de la publicación.

### Reacción de los medios

#### Respuesta de los expertos de los medios
Andrew Prokop, corresponsal de noticias políticas de Vox, escribió el 10 de junio que "los escépticos cuestionan si Grusch solo está repitiendo cuentos que han circulado durante mucho tiempo entre la comunidad de creyentes en ovnis, lo que sugiere que puede ser solo un tonto crédulo (si no un fabulador absoluto). También señalan que las principales fuentes de los medios hasta ahora han desconfiado de Grusch: The New York Times, Washington Post y Politico recibieron su historia, pero ninguno pensó que era publicable. The Debrief, que lo publicó, es un medio notablemente favorable a los ovnis, al igual que Leslie Kean y Ralph Blumenthal, los dos periodistas que escribieron la historia. Y supuestas bombas como esta en el pasado han tendido a esfumarse". Sean Thomas expresó confusión en su artículo de opinión para The Spectator el 24 de junio de que, antes de Grusch, hubo otros que intentaron convencer a los funcionarios y al público de que los ovnis son dignos de serias consideraciones, incluidos algunos que eran funcionarios estadounidenses de alto rango. El columnista del New York Times, Ross Douthat, señaló en un artículo de opinión del 10 de junio que una interpretación del colgajo es que partes del gobierno de los EE. UU. ven beneficios en promover la creencia en los ovnis, señalando similitudes entre las afirmaciones de Grusch y las afirmaciones de Garry Nolan, profesor de patología de Stanford y defensor de la hipótesis extraterrestre ovni, entre otros. (Según Leslie Kean, Nolan conoce y respeta a Grusch.) El 12 de junio, Matt Stieb, escribiendo para Nueva York , describió las afirmaciones de Grusch en la entrevista de Coulthart como "locas".
Ezra Klein, columnista de The New York Times, publicó una entrevista de pódcast con Kean el 20 de junio de 2023 y señaló que "las principales reacciones" a su reciente historia sobre Grusch "han sido aceptarla como una verdad definitiva o descartarla". Klein hizo una serie de preguntas escépticas y Kean reconoció que algunos aspectos de las acusaciones de Grusch no tienen sentido.

#### Acusaciones de campaña de desinformación
Las acusaciones de una campaña de desinformación ovni intencional han sido una característica de la cobertura de esta historia. Grusch dijo que el gobierno de los EE. UU. estaba impulsando la desinformación intencional para poner en duda la veracidad de las afirmaciones "no humanas" (o extraterrestres) como la suya. Adam Gabbatt de The Guardian describió la posición de Grusch como "un tropo de conspiración común en la comunidad OVNI". Otros han sugerido un tipo diferente de campaña intencional que alimentó a Grusch con desinformación sobre extraterrestres para animar al público a creer en el extraordinario reclamo de extraterrestres y naves estrelladas por motivos ocultos. Gareth Nicholson, editor del South China Morning Post, exploró algunas de las razones militares y tecnológicas de la supuesta existencia de una campaña de este tipo: "El motivo actual sobre el fenómeno UAP podría ser un intento del ejército de EE. UU. de participar en una campaña de desinformación para disfrazar avances aeroespaciales reales o un intento de eliminar tecnologías avanzadas en poder de rivales como Rusia y China".

#### Cobertura mediática, comentarios y entrevistas.
En torno al lanzamiento del 11 de junio de más contenido de entrevistas de Coulthart, NewsNation incluyó múltiples voces. El investigador escéptico Mick West fue incluido en las entrevistas del 8 y 11 de junio y dijo: "No creo que lo que dice [Grusch] sea exacto" y que, si bien "es posible que crea lo que dice, es una historia increíble que realmente necesita una verificación real". El autor Michael Shellenberger declaró a NewsNation el 11 de junio que seguía siendo escéptico sobre las afirmaciones de Grusch, pero que había escuchado cosas similares a las que alegaba Grusch de fuentes superpuestas.
Entrevistado por The Guardian el 6 y 8 de junio, el periodista británico Nick Pope, que ha hecho carrera en el gobierno del Reino Unido, investigando ovnis, expresó su esperanza de que la confirmación o refutación de las afirmaciones de Grusch llegue pronto. Escribiendo para The Atlantic el 7 de junio, Marina Koren señaló que el caso se ajusta a un largo patrón de afirmaciones anteriores indemostrables y que, "hasta ahora, la mejor evidencia que ha presentado [Grusch], además de su propia palabra, es la negación del gobierno". Matt Laslo, escribiendo para Wired el 13 de junio, describió la audiencia que empatiza con las afirmaciones de Grusch por parte de algunos miembros del Congreso como una indicación de que en "nuestro nuevo universo extraño y político de hechos alternativos convertidos en realidad distópica, las nociones que alguna vez fueron marginales han incorporado bases de admiradores en el Capitolio de hoy".  El comentarista político conservador Tucker Carlson dio publicidad a las afirmaciones en un video publicado en Twitter . Tom Rogan, escribiendo en el Washington Examiner el 12 de junio, se mostró escéptico con respecto al alcance de las afirmaciones de Grusch, pero dijo que deberían investigarse más a fondo.
Fuera de los Estados Unidos, la historia recibió la atención de varios medios de comunicación extranjeros, en países como Dinamarca, Alemania, Francia, Países Bajos, Suecia, Noruega, y Turquía.

## Audiencia frente al Congreso
El 26 de julio de 2023, Grusch testificó ante el Comité de Supervisión y Responsabilidad de la Cámara de Representantes de los Estados Unidos sobre sus experiencias y afirmaciones. Los representantes de la Cámara presentes incluyeron a Tim Burchett y Anna Paulina Luna.
Lo hizo junto a los pilotos de combate estadounidenses retirados Ryan Graves y David Fravor. Fravor dio un relato de primera mano de su participación en un incidente de 2004 publicado en los videos de ovnis del Pentágono que involucraban su avión de combate y un ovni, y Grusch repitió sus afirmaciones anteriores al ser interrogado por representantes de la cámara.
Durante la audiencia, los alegatos de Grusch y los otros testigos se puede enlistar de la siguiente manera:
- Programa secreto de varias décadas por el Pentágono: Grusch aseguró "con toda certeza" que el Pentágono tiene "un programa de 'varias décadas' que se esforzó por recolectar y reconstruir UAP estrellados", respaldando su afirmación diciendo que entrevistó a 40 testigos por un período de 4 años.[58] Además, afirmó que el programa funciona "a vistas ciegas" del Congreso y está incurriendo a una "malversación de fondos".[58] Jared Moskowitz corroboró la afirmación consultando si el dinero se dirigía para un fin no autorizado, y Grusch afirmó nuevamente, aclarando que tiene "conocimiento específico sobre eso".[58] Sin embargo, no presentó evidencias, y mantuvo que tiene la información de forma clasificada.
- Lesiones provocadas por los UAPs: Grusch también aseguró que los UAPs causaron lesiones a "varios colegas", a pesar de afirmar esto como una información de segunda mano.[58]

- Biologías no-humanas: Grusch aseguró que entrevistó a varios individuos que recuperaron "biologías no humanas" de los sitios de UAPs; además agregó que prefiere llamarlos como "no humano" en lugar de usar los términos como alienígena o extraterrestres.[58] Grusch no fue capaz de extender detalles específicos de los sitios por incluir información "muy sensible", pero dijo que su esposa y él atestiguaron personalmente, y lo describió como algo "bastante perturbador".[58]

- Oposición a la afirmación de Sean Kirkpatrick: La representante Virgina Foxx replicó la declaración oficial del director del AARO, Sean Kirkpatrick, diciendo que no existe evidencia creíble de vida extraterrestre. Sin embargo, Grusch se opuso a la afirmación de Kirkpatrick.[58]

- UAPs viajando a velocidades supersónicas: David Fravor volvió a contó la experiencia con el UAP denominado "Tic Tac" que ocurrió en 2004, el cual mostró capacidades de vuelo "superiores", sin poseer visiblemente propulsores, alas o un sistema de escape de gases. El UAP fue registrado visualmente en el video llamado "FLIR" que fue divulgado por el The New York Times el 16 de diciembre del 2017.
- Otros UAPs descritos: Graves describió otros UAPs, asegurando que ha visto objetos no identificados cada día por dos años saliendo del Océano Atlántico. Afirmó que los avistamentos "no fueron raros ni aislados" y que fueron vistos por varias tripulaciones militares y pilotos comerciales, "cuyas vidas dependen de una identificación precisa".[97]

La representante Alexandria Ocasio-Cortez preguntó a los tres testigos: "Si fuera yo, ¿dónde buscaría?" con respecto a las respuestas a las preguntas de UAP y la evidencia para validar sus afirmaciones. Grusch respondió: "Me encantaría dárselo en un entorno cerrado. Puedo decírtelo específicamente".

### Reacciones
Después de la audiencia, el director de AARO, Sean Kirkpatrick escribió que a diferencia de las acusaciones dichas, Grusch se negó a hablar con AARO. Condenó que la información que proporcionó al Congreso no haya pasado a través de su oficina, “planteando preguntas adicionales sobre el verdadero compromiso con la transparencia por parte de algunos elementos del Congreso”. Además, señaló que las afirmaciones fueron "insultantes" para los oficiales del Departamento de Defensa y la Comunidad de Inteligencia. Kirkpatrick añadió que Grusch y los otros testigos no han trabajado para AARO, contrario a lo que afirmaron en la audiencia. Por otro lado, The Debrief reportó que una fuente cercana le confirmó que Grusch no trabajó para AARO, pero "respondió a las tareas de UAP como codirector durante su mandato en la NGA, lo que implicó la inclusión en todas las tareas de UAP de NGA por parte de AARO."
Politico indicó que el memorándum fue escrito desde el punto de vista personal de Kirkpatrick, no como funcionario. La portavoz del Pentágono, Susan Gough, aclaró ninguna persona fue lastimada o asesinada entregando para evitar dar información a AARO.
Los medios y otros expertos reaccionaron negativamente a las afirmaciones durante la audiencia. Garrett Graff, un periodista mencionado en The Guardian, mencionó que Grusch se le vio menos arriesgado bajo juramento que su entrevista en NewsNation: "Parece estar yendo con mucho cuidado al repetirlos". Escribiendo para The Washington Post, Annabelle Timsit opinó que la audiencia no dio alguna revelación relevante, y que los testigos no presentaron evidencia.Newsweak reportó que varios científicos compartieron publicaciones en X opinando que los testigos no presentaron evidencia.
Publicando en Instagram, la representante Ocasio-Cortez analizó las afirmaciones de Grusch, indistintamente si se tratase de UAP o "aliens", con la posibilidad de estar conectadas con los casos de malversación de fondos en las contrataciones de defensa que fueron investigadas en anteriores audiencias. El representante Tim Burchett, usando su cuenta personal en X, posteriormente compartió los comentarios de Ocasio-Cortez, diciendo: "Mi amiga AOC está en lo cierto de que algo turbio está ocurriendo".